# Crocifissione (Carpioni)
Crocifissione è un dipinto del pittore veronese Giulio Carpioni, realizzato con la tecnica della pittura a olio su tela, conservato nel Museo di Castelvecchio a Verona.